# 陈建国 (药理学家)
陈建国，华中科技大学副校长，同济医学院院长、教授，主要从事神经精神药理学、分子药理学等方面的研究工作。入选中华人民共和国教育部2007年度"长江学者"特聘教授。